# Homoeocera leucostalacta
Homoeocera leucostalacta är en fjärilsart som beskrevs av Hermann Burmeister 1879. Homoeocera leucostalacta ingår i släktet Homoeocera och familjen björnspinnare. Inga underarter finns listade i Catalogue of Life.